# Utelga deina
Utelga deina är en plattmaskart som beskrevs av Ernst Marcus 1949. Utelga deina ingår i släktet Utelga och familjen Koinocystididae. Inga underarter finns listade i Catalogue of Life.